# Історія виготовлення свічок
Виготовлення свічок розвивалося незалежно в багатьох місцях по всьому світу.

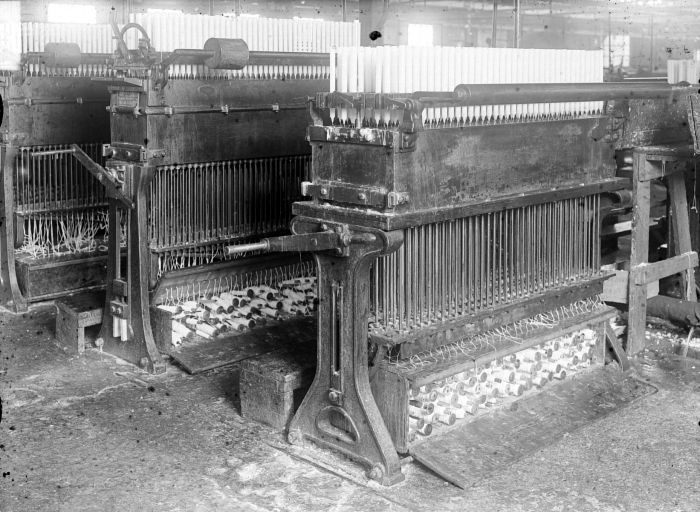
Машина для формування свічок в Індонезії, близько 1920 року

 Занурні свічки[джерело?] зі смальцю, виготовляли римляни, починаючи приблизно з 1000 року до н. е. Свідчення про свічки з китового жиру в Китаї датуються періодом правління династії Цін (221-206 рр. до н. е.). В Індії для храмових свічок використовували віск з киплячої кориці.
У давнину свічки переважно виготовляли зі смальцю та бджолиного воску, але в останні століття[коли?] їх почали виготовляти зі спермацету (кашалотів), очищених тваринних жирів (стеарину) та парафіну.

## Історія

### Античність
Ранні греки використовували свічки на своєрідних місяцеподібних «тортах» на честь народження богині Артеміди на шостий день кожного місячного місяця. Традиція ставити свічки на святкові торти, можливо, походить від цього звичаю, але торти, які хоч якось нагадують сучасні західні святкові торти, з'явилися в Європі лише близько 1600 року.
Римляни почали виготовляти занурювані свічки з смальцю приблизно в 1000 році до нашої ери. Хоча масляні лампи були найпоширенішим джерелом освітлення в римській Італії, свічки були звичайним явищем, і їх регулярно дарували під час Сатурналії.
У мавзолеї Цінь Ши Хуан-ді (259—210 рр. до н. е.), першого імператора Китаю, були свічки, виготовлені з китового жиру. У період Чжаньґо (403—221 рр. до н. е.) словом «чжу» називали свічку; на деяких розкопаних бронзових виробах тієї епохи зображено колючку, яка, як вважалося, мала тримати свічку.
Цзічжупський словник часів династії Хань (202 р. до н. е. — 220 р. н. е.), виданий близько 40 р. до н. е., натякає на свічки з бджолиного воску, а в Книзі Цзінь (складена в 648 р.), що охоплює період правління династії Цзінь (266—420 рр.), міститься ґрунтовна згадка про свічку з бджолиного воску, яку використовував державний діяч Чжоу І (пом. 322 р.). Розкопана глиняна миска 4 століття нашої ери, що знаходиться в музеї Лояна, має порожнисте гніздо, в якому були знайдені сліди воску. Як правило, ці китайські свічки відливали в паперові трубочки, використовуючи скручений рисовий папір для гніту і жир з китів чи місцевої риби.
В Індії для храмових свічок використовували віск, отриманий при кип'ятінні кориці. У Тибеті для свічок використовували масло Яка.
Існує риба під назвою Eulachon або «риба-свічка», різновид Корюшки, яка водиться від Орегону до Аляски. У I столітті нашої ери корінні американці з цього регіону використовували жир цієї риби для освітлення. Просту свічку можна було зробити, нанизавши висушену рибу на паличку, а потім запалити її.

### Середньовіччя

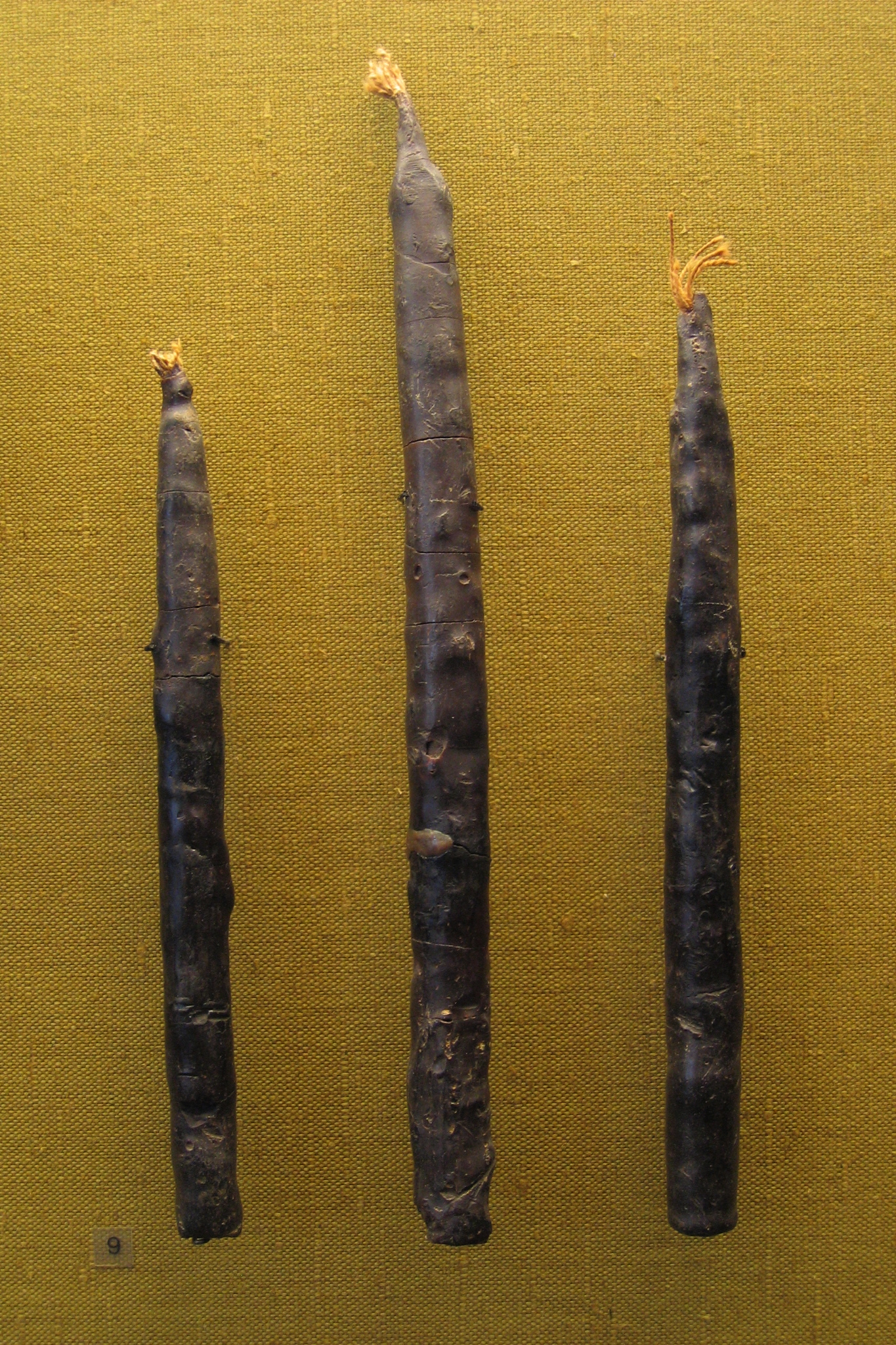
Найдавніші вцілілі свічки з бджолиного воску на півночі від Альп з аламанського кладовища Оберфлахт, Німеччина, датовані VI—VII століттям нашої ери.

Після розпаду Римської імперії перебої в торгівлі зробили оливкову олію, найпоширенішим паливом для каганців, недоступною на більшій частині Європи. Як наслідок, свічки набули більшого поширення. Натомість у Північній Африці та на Близькому Сході, завдяки доступності оливкової олії, виготовлення свічок залишалося відносно невідомим.
У Середньовіччі свічки були звичним явищем по всій Європі. Свічкові майстри (відомі як свічкарі, англ. chandlers) виготовляли свічки з жирів, заощаджених на кухні, або продавали власні свічки у своїх крамницях. Ремесло свічкарів зафіксоване також під більш мальовничою назвою «smeremongere» («калатало»), оскільки вони наглядали за виготовленням соусів, оцту, мила та сиру. Про популярність свічок свідчить їхнє використання на Святвечір та у святкуваннях на честь святої Люсії.
Сало, жир корів або овець, стало стандартним матеріалом для виготовлення свічок у Європі. Неприємний запах сальних свічок зумовлений гліцерином, який вони містять. Запах що появлявся у процесі виробництва був настільки неприємним, що його заборонили в кількох європейських містах. Бджолиний віск виявився чудовою речовиною для виробництва свічок без неприємного запаху, але залишався обмеженим у використанні для багатих, а також для церковних і королівських заходів через свою високу вартість.
В Англії та Франції виробництво свічок стало гільдійським ремеслом до 13 століття. Лондонська гільдія свічників була заснована близько 1300 року в Лондоні, а в 1456 році отримала свій герб. Компанія Wax Chandlers Company працювала до 1330 року і отримала свій статут у 1484 році. До 1415 року сальні свічки використовували для вуличного освітлення. Перша свічкова форма походить з XV століття в Парижі.
На Близькому Сході, за часів Аббасидського та Фатимідського халіфатів, бджолиний віск був переважним матеріалом для виготовлення свічок. Бджолиний віск часто імпортували з далеких відстаней; наприклад, виробники свічок з Єгипту використовували бджолиний віск з Тунісу. Як і в Європі, ці свічки були досить дорогими, і більшість простолюдинів використовували замість них масляні лампи. Еліта, однак, могла дозволити собі витрачати великі суми на дорогі свічки. Наприклад, аббасидський халіф аль-Мутаваккіль щорічно витрачав 1,2 мільйона срібних дирхемів на свічки для своїх королівських палаців.
У ранньомодерній Сирії свічки користувалися великим попитом серед усіх соціально-економічних класів, оскільки їх прийнято було запалювати під час шлюбних церемоній. У столиці Сефевідів Ісфагані в 1500-1600-х роках існували гільдії свічників. Однак свічники мали відносно низьке соціальне становище в Сефевідському Ірані, порівняно з перукарями, банщиками, ворожбитами, мулярами та носіями.